# Ouderenpartij
Een ouderenpartij, seniorenpartij of bejaardenpartij is een politieke partij die zich voornamelijk richt op ouderen. 

## Nederland
Sinds begin jaren 1970 deden er geregeld verschillende ouderenpartijen mee aan de Tweede Kamerverkiezingen. In 1971 ging het om vier partijen. In de jaren 1990 leidde discussie over de Algemene Ouderdomswet (AOW) opnieuw tot de opkomst van ouderenpartijen, waarna het Algemeen Ouderen Verbond (AOV) zes zetels behaalde bij de verkiezingen van 1994. Door diverse conflicten en afsplitsingen binnen de ouderenpartijen, verloren zij al hun zetels bij de verkiezingen van 1998. Het duurde tot 2012 voordat er weer een nieuwe ouderenpartij – in dit geval de in 2009 opgerichte partij 50PLUS – meedeed aan de landelijke verkiezingen. Dit leverde hen twee zetels op. Ook nu volgden weer diverse interne problemen en afsplitsingen; de enige zetel die bij de Tweede Kamerverkiezingen in maart 2021 door 50PLUS werd gehaald, kwam twee maanden na de verkiezingen terecht bij de afgesplitste fractie Fractie-Den Haan, zij richtte de partij GOUD op.
Ook op lokaal niveau is er sprake van specifieke ouderenpartijen, zoals de Drentse Ouderen Partij (1996) of de Venlose Senioren Partij. In sommige gevallen - zoals bij Ouderen Politiek Actief - kwam het initiatief vanuit leden van een landelijke ouderenpartij, waarbij de landelijke partij zelf niet meedeed aan de lokale verkiezingen en dus ook geen toestemming gaf om de partijnaam te gebruiken.

## België
In België deed de partij Waardig Ouder Worden (WOW) in 1994 voor het eerst mee aan de verkiezingen en behaalde 3,5% van de stemmen in Vlaanderen. Door oplopende spanningen binnen de partij is deze uiteindelijk in 2000 opgegaan in het Vlaams Blok.

## Overzicht van ouderenpartijen

### België
- Waardig Ouder Worden (opgericht in 1994)[7]

### Denemarken
- Partiet Aktive Pensionisten (opgericht in 1997)[7]

### Duitsland
- Die Grauen - Graue Panther (1989-2008)[7]
- Die Grauen - Generationspartei (2008-)[7]
- Alianz Graue Panther[7]

### Israël
- HaGimlain Vhakshishim BeIsrael[7]
- Gimlaim[7]
- Koah LaGimlaim[7]
- Gimla'ey Yisrael LaKnesset[7]

### Italië
- Autonomous Party of Pensioners[7]
- Partito Pensionati (opgericht in 1987)

### Nederland
- Algemeen Ouderen Verbond (1993-1998)[7]
- GOUD
- Ouderenunie (opgericht in 1998)[7]
- Ouderen Politiek Actief
- Unie 55+ (1992-1998)[7]
- 50PLUS
- Verenigde Senioren Partij[7]

### Noorwegen
- Pensjonistpartiet[7]

### Portugal
- Partido da Solidariedade Nacional[7]

### Spanje
- Partido de los Pensionistas en Acción[7]

### Verenigd Koninkrijk
- Senior Citizens Party (opgericht in 2003)[7]
- Scottish Senior Citizens Unity Party[7]
- Pensioners Party

### Zweden
- Sveriges Pensionärers Intresseparti[7]